# BR-Klassik

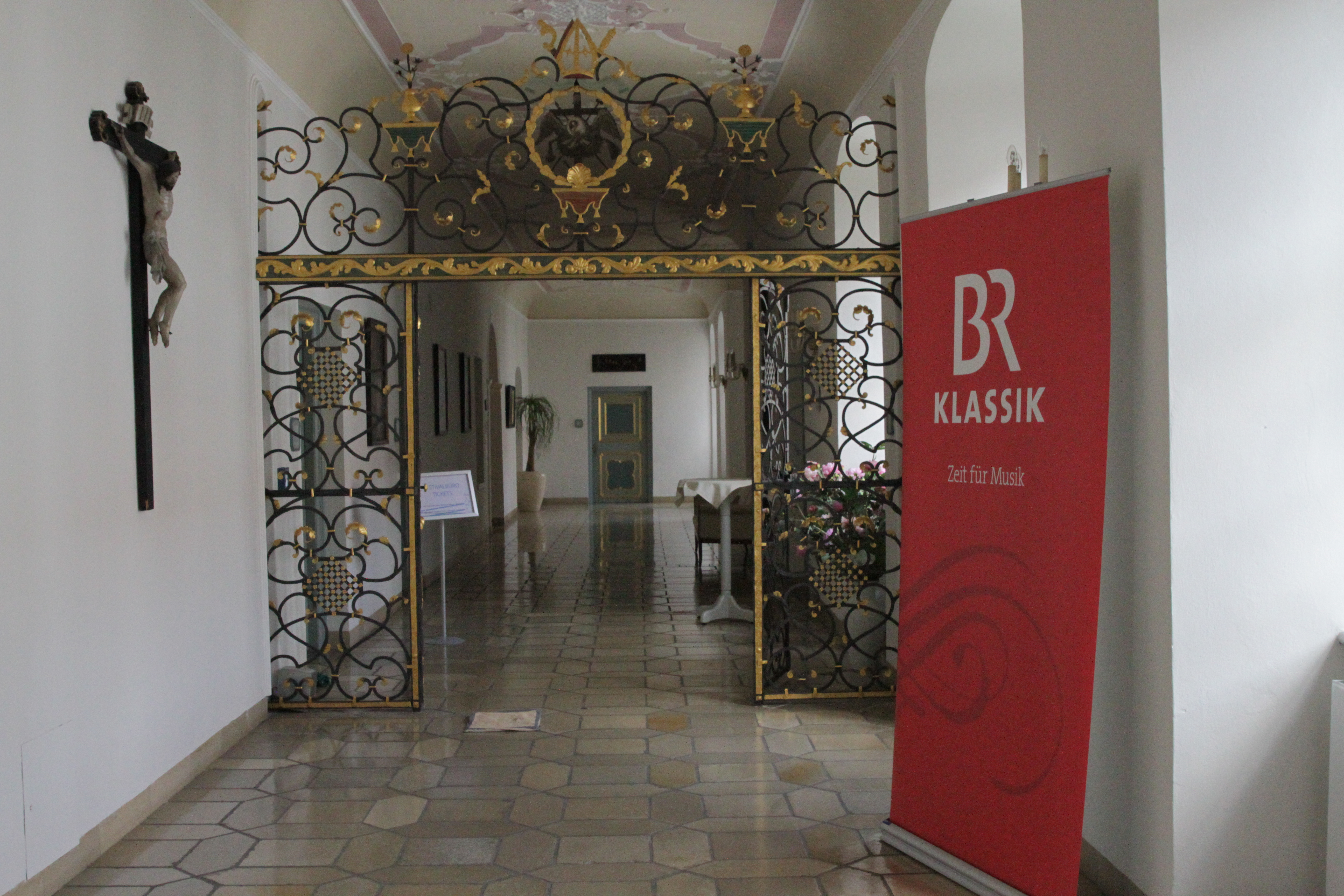

BR-Klassik est une radio publique thématique allemande du groupe Bayerischer Rundfunk, essentiellement consacrée à la musique classique.

## Histoire
La radio commence à émettre sous le nom de « Bayern 4 Klassik » le 4 octobre 1980. Elle est la première radio allemande consacrée entièrement à la musique classique. Elle s'appuie sur les programmes de l'ARD pour émettre sur vingt-quatre heures.
Le 1er octobre 2009, elle prend le nom de « BR-Klassik ».

## Programmation
Outre ses propres émissions programmées sur 18 heures quotidiennes, la station retransmet chaque nuit entre 0h05 et 6h00 le concert de musique classique de l'ARD – das ARD-Nachtkonzert – émission conjointe de l'ensemble des radios publiques allemandes (organisée d'ailleurs, depuis le 4 juillet 2011, par le Bayerischer Rundfunk).
Les émissions en soirée comprennent de la musique de chambre, de l'opéra, de la musique religieuse, chorale, classique et contemporaine. Des émissions spéciales sont également consacrées au jazz et aux musiques du monde. Outre les performances musicales, sont diffusés aussi des interviews et des documentaires.

## Source de la traduction
- (de) Cet article est partiellement ou en totalité issu de l’article de Wikipédia en allemand intitulé « BR-Klassik » (voir la liste des auteurs).